# Bray Wanderers
Der Bray Wanderers Association Football Club (irisch Cumann Peile Fánaithe Bhré) ist ein 1922/42 gegründeter irischer Fußballverein aus der Stadt Bray. Die Bray Wanderers spielten seit 1985 ununterbrochen in der League of Ireland, zurzeit in der niedrigeren Staffel, der First Division.

## Geschichte
Die erste Mannschaft, die den Namen Bray Wanderers trug, wurde 1922 in Bray gegründet; sie war sehr erfolgreich im tieferklassigen Fußball, löste sich aber gegen Mitte der 1930er auf. 1942 kam es zu einer Wiedergründung der Mannschaft, dieses Datum wird vom Verein als Beginn des heutigen Clubs gesehen. Sie spielte anfangs in der Athletic Union League wechselte aber zur Saison 1954/55 in die spielstärkere Leinster Senior League, deren Meisterschaft sie Ende der 1950er und Anfang der 1960er Jahre dreimal in Folge erringen konnten; doch nach der Saison 1961 wechselten sie zurück in die niedrigklassigere Athletic Union League und stellten 1963 gar den Spielbetrieb ein. 
1973 wurden die Reste des Clubs mit den Bray Unknowns, einem Club der Leinster Senior League, zusammengelegt und der Spielbetrieb unter dem Namen Bray Wanderers wieder aufgenommen. Als 1985 die League of Ireland auf 22 Mannschaften aufgestockt wurden, erhielten die Wanderers einen der neuen Startplätze; sie begannen in der niedrigeren der beiden Staffeln, der First Division, stiegen aber schon im ersten Jahr in die Premier Division auf. Sie konnten sich dort nur selten durchsetzen, so dass sie zu einer wahren Fahrstuhlmannschaft wurden; in den 20 Spielzeiten spielten sie nur acht Jahre erstklassig und dabei bis auf einen vierten Platz 2000/01 stets in der unteren Hälfte der Tabelle; zurzeit sind sie seit dem Abstieg 2018 zweitklassig. 2020 wurde der Wiederaufstieg in der Play-off-Runde verpasst.

## Europapokalbilanz
| Saison    | Wettbewerb                  | Runde         | Gegner              | Gesamt | Hin     | Rück    |
| --------- | --------------------------- | ------------- | ------------------- | ------ | ------- | ------- |
| 1990/91   | Europapokal der Pokalsieger | Vorrunde      | Trabzonspor         | 1:3    | 1:1 (H) | 0:2 (A) |
| 1999/2000 | UEFA-Pokal                  | Qualifikation | Grasshoppers Zürich | 0:8    | 0:4 (A) | 0:4 (H) |

Gesamtbilanz: 4 Spiele, 1 Unentschieden, 3 Niederlagen, 1:11 Tore (Tordifferenz −10)

## Erfolge
- Irischer Pokalsieger (2) 
  - 1990, 1999